# Ljubomir Petrović
Ljubomir „Ljupko“ Petrović (* 15. května 1947 Brusnica Velika) je srbský fotbalista a fotbalový trenér.
Hrál fotbal za NK Osijek.
Jako trenér vystřídal mnoho klubů v mnoha zemích a byl i u jugoslávské reprezentace do 21 let. Největším úspěchem je vítězství v PMEZ s Crvenou zvezdou Bělehrad roku 1991. Vyhrál také jugoslávskou, bulharskou a rwandskou ligu.

## Hráčská kariéra
Hrál za NK Osijek. Poté hrál sálový fotbal v americké Major Indoor Soccer League.

## Trenérská kariéra
Petrović jako trenér vystřídal mnoho klubů v mnoha zemích a byl i u jugoslávské reprezentace do 21 let. Největším úspěchem je vítězství v PMEZ s Crvenou zvezdou Bělehrad roku 1991. Vyhrál také jugoslávskou, bulharskou a rwandskou ligu.

## Úspěchy jako trenér
Spartak Subotica
- 2. jugoslávská liga („velká“ Jugoslávie): 1987–88

Vojvodina Novi Sad
- Jugoslávská liga („velká“ Jugoslávie): 1988–89

Crvena zvezda Bělehrad
- Pohár mistrů: 1990–91
- Jugoslávská liga („velká“ Jugoslávie): 1990–91
- Jugoslávská liga („malá“ Jugoslávie): 1994–95
- Jugoslávský pohár („malá“ Jugoslávie): 1994–95

PFK Levski Sofia
- Bulharská liga: 2000–01

Peking Kuo-an
- Čínský pohár: 2003

Litex Loveč
- Bulharský pohár: 2003–04

Armée Patriotique Rwandaise
- Rwandská liga: 2013–14, 2017–18